# La comedia de la inocencia
La comedia de la inocencia (en francés: Comédie de l'innocence) es una película francesa de 2001, dirigida por el chileno Raúl Ruiz y protagonizada por Isabelle Huppert.

## Sinopsis
Camille acaba de cumplir nueve años. Es un niño precoz, inteligente y muy aficionado a las videocamaras. Tras comportarse de manera extraña en su fiesta de aniversario, dice a su madre que no es su verdadera progenitora. La llama "Ariane" y la convence para que le presente a Isabella, su verdadera madre. Esta le reclama a Camille como su hijo Paul, aunque este falleció dos años atrás. La cinta mantiene la ambigüedad respecto a la factualidad de las informaciones que sus personajes toman como hechos, arrojando asimismo fuertes interrogantes sobre el tipo de relación que existe entre ellos.

## Reparto
- Isabelle Huppert - Ariane
- Jeanne Balibar - Isabella
- Charles Berling - Serge
- Edith Scob - Laurence
- Nils Hugon - Camille
- Laure de Clermont-Tonnerre - Hélène
- Denis Podalydès - Pierre
- Chantal Bronner - Martine
- Bruno Marengo - Alexandre